# Тыловыл-Пельга
Тыловыл-Пельга — село, находящееся на территории РФ, Удмуртии, Вавожского района на реке Кылт.
Население — 246 человек, преимущественно русские и удмурты.
Входит в состав Тыловыл-Пельгинского сельского поселения.

## Население
| 2010 | 2012 | 2015 |
| ---- | ---- | ---- |
| 233  | ↘222 | ↗246 |

Национальный состав
По данным Всероссийской переписи населения 2010 года.
| Национальная принадлежность                              | Численность, чел. | Доля от всего населения, % |
| -------------------------------------------------------- | ----------------- | -------------------------- |
| удмурты                                                  | 158               | 67,8 %                     |
| русские                                                  | 66                | 28,3 %                     |
| другие (в т.ч. не указавшие национальную принадлежность) | 9                 | 3,8 %                      |
| всего                                                    | 233               | 100 %                      |

## Социальная инфраструктура
В деревне располагаются:
- МОУ «Тыловыл-Пельгинская средняя общеобразовательная школа»
- МДОУ «Тыловыл-Пельгинский детский сад»,
- Врачебная амбулатория
- Сельский дом культуры
- Библиотека
- Ветеринарный участок
- Церковь Петра и Павла[1] и отделение связи[6].